# 東加
汤加王国，通称汤加，是一個位於太平洋西南部由172個大小不等的島嶼組成的島嶼國家。
西距斐濟650公里，西南距紐西蘭1770公里，面積約有748平方公里，人口為10.3萬人（2011）。1845年，汤加王國由多個島嶼聯合而成，在1875年實行君主立憲制至今，1900年開始成為英國的保護地，最後於1970年6月4日獨立，1999年成為聯合國第188個成員國。

## 名稱
“汤加语”属于马来-波里尼西亚语，「湯加」其意为“南方”，可能是因為汤加群岛處於薩摩亞群島以南而得名，不過湯加人認為該國名稱意為「花園」更多。
另外，因若依其語言（即湯加語）發音，應該讀成/to.ŋa/而非/tʰoŋ.ga/。

## 歷史
3000多年前波利尼西亚人在汤加塔布岛定居。公元950年起，图伊汤加帝国統治汤加。大約1470年，在位的國王——第24世图伊汤加之子把他短暫的權力轉移給他的兄弟，稱图伊哈塔卡拉瓦（Tui Ha'a Takalaua）。1610年，類似的權力轉移產生了第三個王朝，图伊卡诺库珀鲁（Tu'i Kanokupolu）成為新的統治者。
1616年图伊卡诺库珀鲁王朝诞生的第六年，西方列强之一的荷蘭的航海家威廉·斯考滕和雅各布·勒梅尔到达北部的努奥图布达布岛。1643年，亚伯·塔斯曼（Abel Tasman）再次抵達汤加塔布群岛的东加塔布岛和哈亚派島，但歐洲人對群島的有效接觸始於1773年至1777年之間英国著名探险家詹姆斯·库克船長的幾次考察。庫克稱群島為友誼群島，因為原住民為他補充必需品，對他熱烈歡迎。1797年及1822年，倫敦傳教會和卫理公会分別在東加傳播基督教，沒有成功。1826年循道宗教會再次佈道，獲得成果。1842年瑪利亞會修士設立天主教傳教會。1799年至1852年東加的三个家族为争夺王位爆发了内战，图伊卡诺库珀鲁家族的乔治·陶法阿豪平息戰亂，在卫理公会教徒的拥戴下，於1845年稱國王，是为喬治·圖普一世。
從1845年至1893年，東加成為一個統一而獨立的國家，1862年，汤加废除奴隶制；1875年11月制定了一部現代憲法（1875）和一部法典，建立了行政機構。依據各別的條約，德國、英國和美國皆承認汤加的獨立。
由於喬治·圖普一世信了基督教，基督教勢力在東加迅速擴展。
1893年喬治·圖普一世以96岁高龄去世，其曾孫喬治·圖普二世繼位。在圖普二世統治期間，汤加於1900年成為了英國保護國以防止德國入侵。根據與英國簽訂的條約（1905年修改），汤加同意一切外交事務經由英國領事處理，該領事對汤加的外交政策和財政問題有否決權。
1918年喬治·圖普二世之女、薩洛特·圖普三世女王繼位（1918∼1965）。
二战期间，汤加成为了美軍和新西兰军队的补给基地。
1958年，萨洛特出访英国，与英国再次签订友好条约。
1965年12月15日女王由其子湯吉王子繼位，為陶法阿豪·圖普四世。
1970年，東加獲內政和外交的全面控制權，成為大英國協內的獨立國家。同年湯加成為英聯邦成員國，並於1999年加入聯合國。
2006年，首都發生了一系列騷亂，其中包括要求建立更民主的政府。
2010年，汤加在立法改革之后，新一届议会首次由平民议员占据大多数席位进行选举。
2012年3月，乔治·图普五世到達香港準備在七人欖球賽為湯加隊打氣，但突然因為肺炎病倒並入住瑪麗醫院，驗血後確診患上血癌，2012年3月18日在香港駕崩，其弟圖普六世繼位。

### 火山爆發
2022年1月15日，東加-克馬得群島火山弧的洪阿哈阿帕伊島附近海底發生火山爆發，引發了規模7.4的地震和海嘯。

## 地理
陆地面积747平方公里，水域面积25.9万平方公里。属于大洋洲，位于南太平洋西部、国际日期变更线西侧，西邻斐济。由汤加塔布、哈派、瓦瓦乌3个群岛组成，共172个岛屿（其中36个有人居住）。其中以汤加塔布岛为最大，它是汤加群岛的主岛，也是汤加王国首都努库阿洛法的所在地。各岛无河流。属热带雨林气候，5－8月为旱季，12－4月为雨季。年平均气温南部23℃，北部27℃。年平均降水量1,600－22,00毫米。11－3月常有飓风和暴雨。

### 地質
湯加群島位於太平洋和澳大利亞板塊的交界處。

### 地形
汤加大部分为珊瑚岛，地势低平，但西列多火山岛，地势较高，其中考奥火山高1,165米，为群岛最高点。

### 气候
汤加属于热带雨林气候区，无明显季节变化。降水量峰值处于二、三月份。而气旋多发于11月至次年3月。
| 東加                | 東加      | 東加      | 東加      | 東加      | 東加      | 東加      | 東加      | 東加      | 東加      | 東加     | 東加      | 東加      | 東加       |
| 月份                | 1月       | 2月       | 3月       | 4月       | 5月       | 6月       | 7月       | 8月       | 9月       | 10月     | 11月      | 12月      | 全年       |
| ------------------- | --------- | --------- | --------- | --------- | --------- | --------- | --------- | --------- | --------- | -------- | --------- | --------- | ---------- |
| 历史最高温 °C（°F） | 32 (90)   | 32 (90)   | 31 (88)   | 30 (86)   | 30 (86)   | 28 (82)   | 28 (82)   | 28 (82)   | 28 (82)   | 29 (84)  | 30 (86)   | 31 (88)   | 32 (90)    |
| 平均高温 °C（°F）   | 28 (82)   | 29 (84)   | 28 (82)   | 27 (81)   | 26 (79)   | 25 (77)   | 25 (77)   | 24 (75)   | 25 (77)   | 25 (77)  | 27 (81)   | 27 (81)   | 26 (79)    |
| 日均气温 °C（°F）   | 25 (77)   | 25 (77)   | 25 (77)   | 24 (75)   | 23 (73)   | 21 (70)   | 21 (70)   | 21 (70)   | 21 (70)   | 22 (72)  | 23 (73)   | 23 (73)   | 23 (73)    |
| 平均低温 °C（°F）   | 22 (72)   | 22 (72)   | 22 (72)   | 21 (70)   | 20 (68)   | 18 (64)   | 17 (63)   | 18 (64)   | 17 (63)   | 19 (66)  | 20 (68)   | 20 (68)   | 20 (68)    |
| 历史最低温 °C（°F） | 16 (61)   | 17 (63)   | 15 (59)   | 15 (59)   | 13 (55)   | 11 (52)   | 10 (50)   | 11 (52)   | 11 (52)   | 12 (54)  | 13 (55)   | 16 (61)   | 10 (50)    |
| 平均降水量 mm（）   | 130 (5.1) | 190 (7.5) | 210 (8.3) | 120 (4.7) | 130 (5.1) | 100 (3.9) | 100 (3.9) | 130 (5.1) | 110 (4.3) | 90 (3.5) | 100 (3.9) | 120 (4.7) | 1,530 (60) |
| 来源：Weatherbase   |           |           |           |           |           |           |           |           |           |          |           |           |            |

## 政治

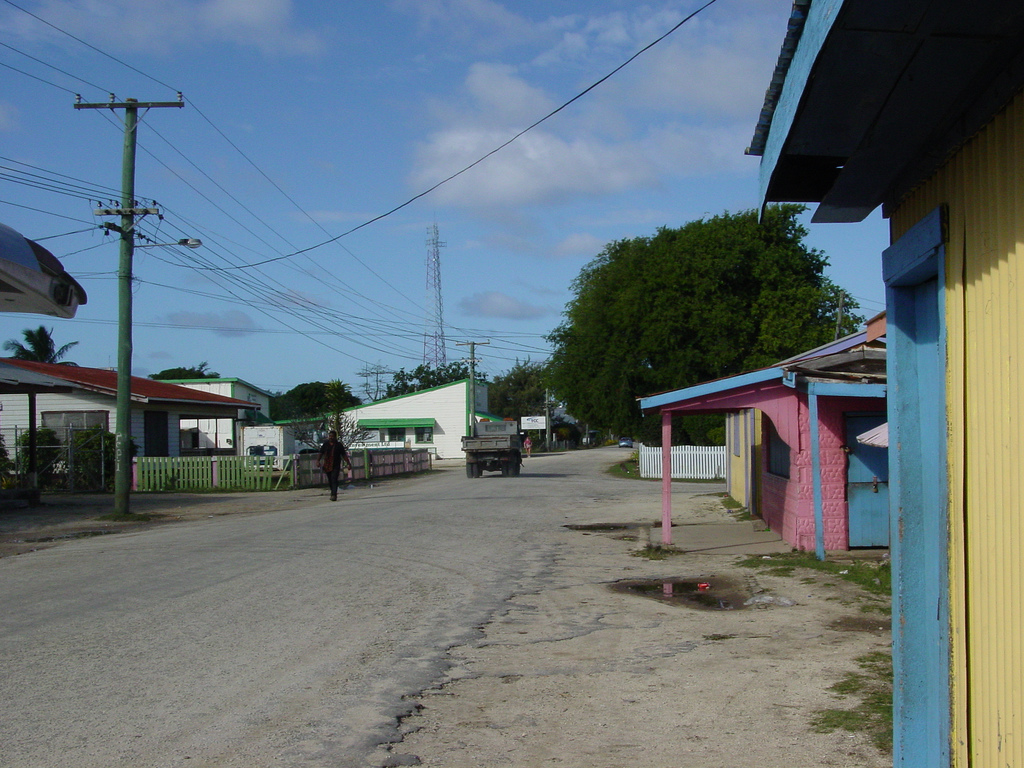
市區街頭

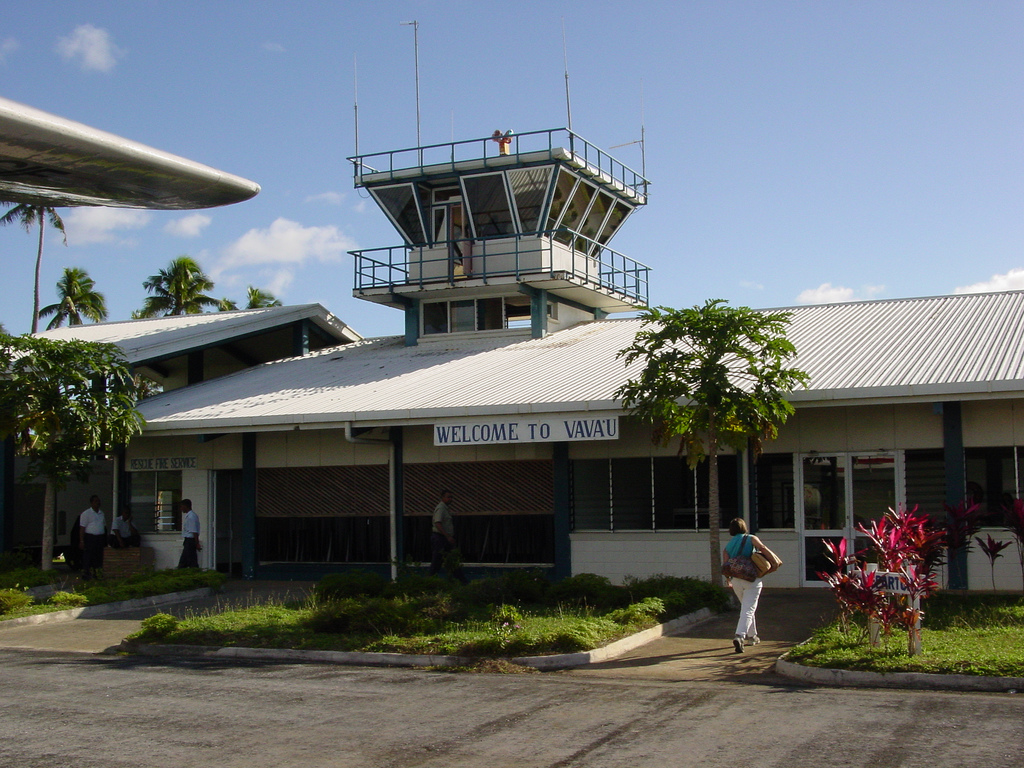
Vavau機場

東加王國是君主立憲制。尊崇君主取代了先前數世紀的圖依東加神聖最高領導人。也有人批評君主制不符合東加王國傳統的習俗文化與禮節。圖普六世國王（首任君主的後裔）、其強大貴族的家族，及成長中的非皇室菁英都非常富有，但國內大多數人卻相對貧窮。目前藉由教育、醫療、跟土地所有權來縮短貧富差距。
東加王國提供給所有公民免費的國小義務教育，初中教育只需要象徵性的微薄費用，高中以上的教育學術研究有外國資助。
支持民主制度的運動推進了東加王國進行改革，包括在汤加立法会有較能代表多數民意的代表，與更可靠的行政事務。改革運動並不包括推翻君主制，君主制在國內也得到多數認同。但是近來主要的資助國家紐西蘭跟澳洲，時常對政府治理提出意見。
1993年的選舉中，支持民主的代表贏得被爭奪的9席空缺中的6席。但是政府強有力地維護住了君主制。
2006年9月11日，汤加国王陶法阿豪·圖普四世在新西兰一家医院因病去世，享年88岁。王储图普托阿继位。2008年7月29日，他表示會將權力交給立法会，放棄權力，走向民主。

### 政治文化
先前的國王陶法阿豪·圖普四世與其政府的經濟決策出現問題，被指控浪費了數百萬美元的錯誤投資。問題的根源來自想要增加國家財政收入的政策：國王在1990年代當王子時，就已經想讓東加王國成為核子廢棄物處理場，政府販賣護照給外國人（最終使得東加王國被迫承認許多中國籍的購買護照者，擁有東加王國國籍，造成東加國內的中國籍人數持續成長，引起東加國民的擔憂）。

### 王室死亡車禍事件
2006年7月5日，一名剛領到駕駛執照的18歲少女Edith Delgado，當時駕駛福特跑車以每小时160公里在美國加州舊金山101號公路上飙车，超速並企圖超越載有图伊佩勒哈克王子夫婦的红色福特休旅車，速度太快以致失控撞上休旅車的司机一侧，車子連續翻滾多次，最後翻車，車底朝上。
56歲的图伊佩勒哈克王子及其46歲的妻子凯玛娜王妃不幸喪生。36歲的王子座駕女司機賀法亦在車禍中喪生，她過去曾在汤加王國國內，擔任王子夫婦的秘書。而肇事女孩却没有受伤，因涉嫌交通过失杀人被拘留，最後判監兩年。王子家屬雖然曾經公開表示原諒 Edith，但據報並沒有為女孩減刑求情。
图伊佩勒哈克王子是汤加国王陶法阿豪·图普四世的侄子，也是汤加王室家族倡导改革的领导人物。他為汤加王國進行諸多改革，深受人民愛戴。图伊佩勒哈克王子夫婦葬禮於2006年7月21日在汤加王國舉行。整個汤加王國進行100天的服喪期，全國身著黑衣以示哀悼。

## 行政區劃
東加王國有5大行政區分別是：埃瓦島、瓦瓦烏群島、哈阿派群島、纽阿斯和汤加塔布岛。首都努库阿洛法位於汤加塔布岛上。

## 經濟
湯加的經濟與其他大洋洲國家沒太大不同：面積小、自然資源有限、遠離世界市場等。
影響群島經濟穩定的主要因素是自然災害，如乾旱及颱風，和世界市場的波動。
出口產品價格低，資源稀少，生產下降，人口快速增加，這些都成了1970年代和80年代經濟困難的原因。破記錄的旅遊收益和在國外工作的東加人的匯款使1991年的通貨膨脹得以回落。
鄉村地區依賴種植業與自給農業。椰子、香草豆、香蕉、咖啡豆、蕃薯、芋頭、木薯是主要的經濟作物。
根據美國中央情報局數據， 湯加2013年購買力平價約八億美元，人均GDP即約7700美元。

### 農業
湯加經濟最重要的部門之一是農業。在1994年至1995年間，農業的GDP貢獻率為34%，而2005年至2006年期間，這一數字降至25%。可能由於是湯加當地的經濟更多元化了。目的於擴大湯加經濟基礎以便在危機時提升應對能力。

## 文化
湯加社會中存在三個社會群體：皇室代表（tu'i ha'a）、傑出領袖及公民（hou'eiki）和普通人（tu'a kau）。

### 舞蹈
最有名的湯加舞蹈是，是一種只有男人才能表演的舞蹈。
另外也有，這個男女都參加。
另一種有名的湯加舞蹈是，它於2003年被聯合國教科文組織宣佈為人類口頭和非物質遺產代表作之一。

## 外部連結
- 有線寬頻i-CABLE新聞通識 湯加擁歷史三千年 影片（页面存档备份，存于）
- （英文）東加王國政府網站（页面存档备份，存于）
- （英文）CIA World factbook的東加王國簡介（页面存档备份，存于）
- （英文） . 英國廣播公司新聞網. 2018年1月23日  [2018年6月4日]. （原始内容存档于2020年4月24日） （英语）.